# أدولف بي. بنسون
أدولف بي. بنسون (بالإنجليزية: Adolph B. Benson)‏ هو مؤرخ أمريكي، ولد في 22 نوفمبر 1881 في محافظة اسكونه في السويد، وتوفي في 10 نوفمبر 1962.